# Florian Philip Huth
Florian Philip Huth (* 25. März 1980 in Hamburg) ist ein deutscher Schauspieler, der Ende der 1980er Jahre und in den 1990er Jahren in einigen deutschen Fernsehserien auftrat.

## Leben
In Besetzungslisten wird Huth auch als Philip Huth oder Florian P. Huth geführt.
Sein Debüt gab er 1987 in zwei Episoden der Fernsehserie Der Landarzt als Thorsten Nölting. Es folgten Besetzungen in einzelnen Episoden deutscher Fernsehserien wie Freunde fürs Leben, Für alle Fälle Stefanie, Gute Zeiten, schlechte Zeiten und Balko. Von 1996 bis 1997 war Huth in insgesamt 39 Episoden der NDR-Kinderserie Neues vom Süderhof in der Rolle des Daniel „Dany“ Brendel zu sehen. 1997 lieh er seine Stimme dem Charakter Peter „Tim“ Carsten in dem Computerspiel TKKG – Katjas Geheimnis.
Huth hat sich aus der Öffentlichkeit zurückgezogen und die Filmschauspielerei beendet.

## Filmografie (Auswahl)
- 1987: Der Landarzt (Fernsehserie, 2 Episoden)
- 1992: Hier und Jetzt (Fernsehserie)
- 1992: Freunde fürs Leben (Fernsehserie, Episode 1x10)
- 1993: Stich ins Herz (Fernsehfilm)
- 1995: Für alle Fälle Stefanie (Fernsehserie, Episode 1x15)
- 1995: Gute Zeiten, schlechte Zeiten (Fernsehserie)
- 1996: Alarmcode 112 (Fernsehserie, Episode 1x10)
- 1996–1997: Neues vom Süderhof (Fernsehserie, 39 Episoden)
- 1997: Balko (Fernsehserie, Episode 2x15)

## Synchronisationen (Auswahl)
- 1997: TKKG – Katjas Geheimnis (Computerspiel)